# 福斯廷宁
福斯廷宁（德語：Forstinning）是德国巴伐利亚州的一个市镇。总面积12.27平方公里，总人口3526人，其中男性1760人，女性1766人（2011年12月31日），人口密度287人/平方公里。